# الاولویه
الاولویه یک منطقهٔ مسکونی در امارات متحده عربی است که در امارت شارجه واقع شده‌است. الاولویه ۰ متر بالاتر از سطح دریا واقع شده‌است.